# El rapte de les sabines (Poussin)
El rapte de les sabines és un quadre del classicisme francès pintat per Poussin l'any 1637 i que actualment es troba al Museu del Louvre de París. La tècnica utilitzada és oli sobre tela i les seves dimensions són 159 cm × 206 cm. El tema mostrat és un episodi de mitologia romana, el rapte de les sabines per part dels romans.
La composició molt dramàtica d'aquest oli mostra tota la tensió de l'episodi. Els personatges són nombrosos; dones de Sabínia que intenten fugir, soldats de Roma que les atrapen, soldats que lluiten amb espases, nadons caiguts per terra, etc. En primer pla, al centre, una dona al bell mig del caos implora a Ròmul, que, sense mirar-la, supervisa l'escena a l'esquerra del quadre, entre dues columnes dòriques. L'arquitectura en general és anacrònica i presentada com un decorat de teatre.
Poussin utilitza una manera d'expressió "furiosa" que, segons ell, descriu perfectament les increïbles escenes de guerra. La seva preocupació és ser intel·ligible pels desconeixedors del tema, per la qual cosa atorga als personatges actituds molt expressives. Els colors violents com el vermell, el groc i el blau elèctric, sobre el fons de colors sorra, contribueixen a la creació d'aquesta atmosfera de terror. Com per a altres composicions seves, utilitza una tècnica consistent a, primer, fabricar els personatges, de mida petita, amb cera, vestir-los, col·locar-los davant d'un paisatge pintat, per finalment pintar l'obra final.

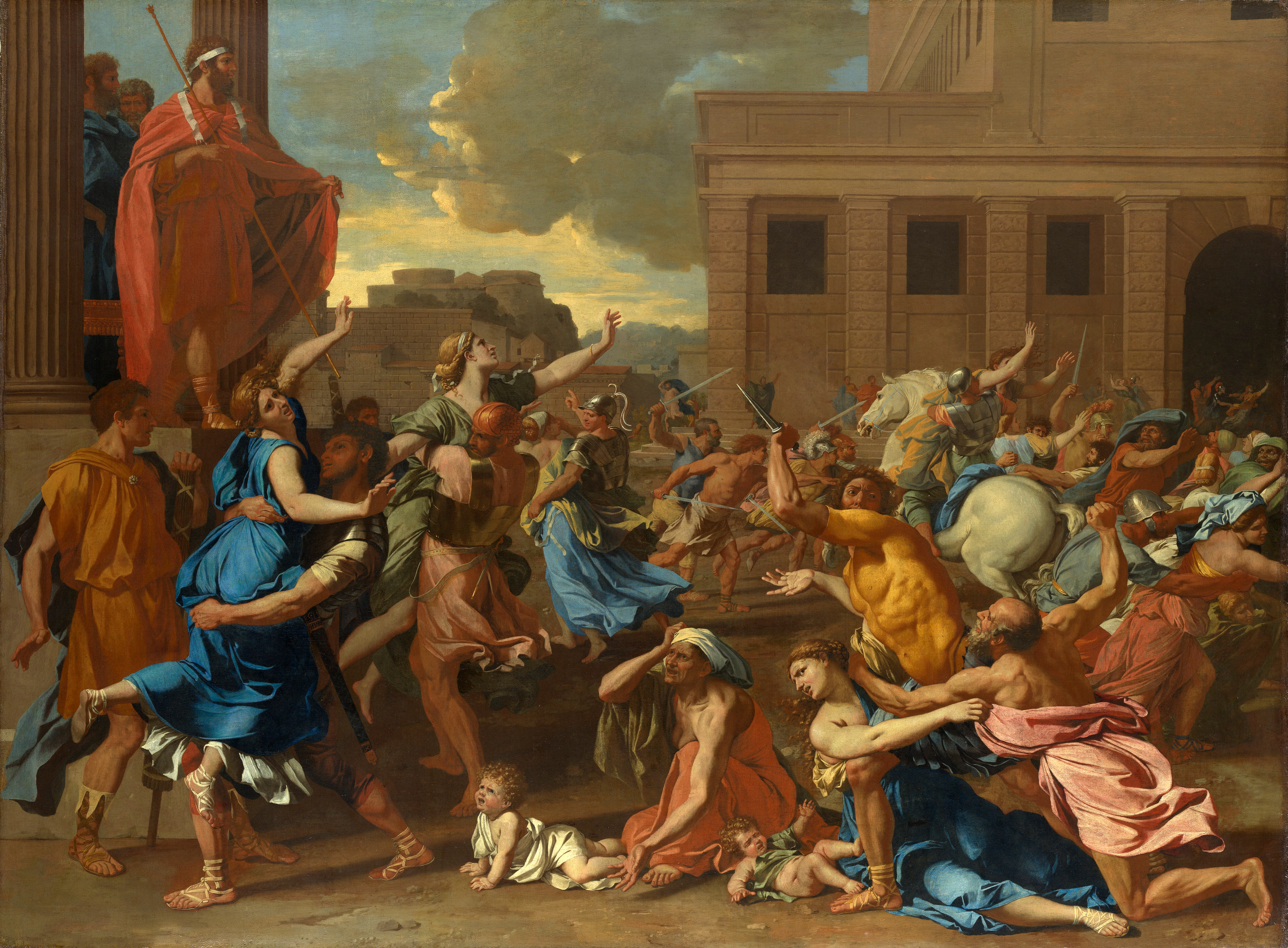
El rapte de les sabines, 1634-5. Oli sobre tela. 154 × 206 cm. Metropolitan Museum of Art a Nova York

Poussin feu dues versions del tema: l'obra present al Louvre n'és la segona (datada el 1637); la primera (datada el 1634-5) forma part de la col·lecció del Metropolitan Museum of Art a Nova York.